# Conu
Conu è un comune dell'Azerbaigian situato nel distretto di Lerik. Conta una popolazione di 421 abitanti.